# Hungry Eyes (film)
Hungry Eyes er en amerikansk stumfilm fra 1918 af Rupert Julian.

## Medvirkende
- Rupert Julian som John Silver
- Monroe Salisbury som Dale Revenal
- Ruth Clifford som Mary Jane Appleton
- W. H. Bainbridge som Dudley Appleton
- Henry A. Barrows som Jack Nelda